# Historien om Quark
Historien om Quark er det fjerde tegneseriealbum af Peter Madsen i serien om Valhalla og blev udgivet i 1987. Det er det eneste album i serien, som ikke genfortæller nogen myter fra nordisk mytologi. Hele historien samt fortsættelsen i Rejsen til Udgårdsloke blev brugt til den danske tegnefilm Valhalla fra 1986.

## Handling
Under et besøg hos Udgårdsloke vædder Loke på, han kan få sat skik på jættebarnet Quark. Derhjemme bliver Thor vred over Quark, så han flyver væk i sin kærre. Imens vil Loke have Røskva, Tjalfe og Quark til at gøre rent i hjemmet, så de flygter og laver deres eget hus. Men de bliver fundet af Thor, og han vil straks til Udgårdsloke og levere ham tilbage. Historien fortsættes i næste album Rejsen til Udgårdsloke.